# Superliga Española de Hockey Hielo 1974/1975
Sezóna 1974/1975 byla 3. sezonou Španělské ligy ledního hokeje. Vítězem se stal Real Sociedad.

## Týmy
- FC Barcelona
- Nogaro Bilbao
- CH Jaca
- CHH Txuri-Urdin
- Real Sociedad
- Club Gel Puigcerdà

## Konečná tabulka
| Poř | Tým                | Z  | V  | R | P | VG  | OG  | Body |
| --- | ------------------ | -- | -- | - | - | --- | --- | ---- |
| 1   | Real Sociedad      | 10 | 10 | 0 | 0 | 111 | 24  | 20   |
| 2   | FC Barcelona       | 10 | 6  | 0 | 4 | 70  | 44  | 12   |
| 3   | CHH Txuri-Urdin    | 10 | 5  | 1 | 4 | 41  | 38  | 11   |
| 4   | CH Jaca            | 10 | 5  | 0 | 5 | 48  | 41  | 10   |
| 5   | Club Gel Puigcerdà | 10 | 2  | 2 | 6 | 36  | 71  | 6    |
| 8   | Nogaro Bilbao      | 10 | 0  | 1 | 9 | 17  | 105 | 1    |

## Pohár
Finále (v Jaca)
CH Jaca - Real Sociedad 4:6
Real Sociedad vyhrál pohár a získal double.